# Vasile Popa (actor)
Vasile Popa (n. 23 martie 1947, București, România – d. 7 martie 2021) a fost un actor și cascador român.

## Biografie
S-a născut la 23 martie 1947 în București. De profesie boxer, a fost recrutat finalul anilor 60' în trupa de cascadori înființată de Sergiu Nicolaescu, apărând în majoritatea filmelor regizate de acesta. A colaborat cu mai mulți regizori printre care Geo Saizescu, Doru Năstase sau Elisabeta Bostan. A participat împreună cu alți cascadori la salvarea locatarilor din blocurile dărâmate de cutremurul din 1977.
A decedat în noaptea de 7 martie 2021.

## Filmografie

### Actor
- Mihai Viteazul (1971)
- Astă seară dansăm în familie (1972) - fratele Suzanei Pitulice
- Săgeata căpitanului Ion (1972) - soldat turc
- Urmărirea (1972)
- Conspirația (1973)
- Capcana (1974) - bandit
- Dincolo de nisipuri (1974)
- Un comisar acuză (1974) - legionarul Cristea
- Duhul aurului (1974)
- Agentul straniu (1974)
- Nemuritorii (1974) - oșteanul pribeag Tudor
- Filip cel bun (1975) - jucătorul de biliard
- Mușchetarul român (1975)
- Osînda (1976) - găzar
- Trei zile și trei nopți (1976)
- Oaspeți de seară (1977)
- Marele singuratic (1977)
- Iarba verde de acasă (1977)
- Împușcături sub clar de lună (1977)
- Ediție specială (1978)
- Pentru patrie (1978)
- Revanșa (1978) - legionar (nemenționat)
- Falansterul (1979)
- Vis de ianuarie (1979)
- Mihail, cîine de circ (1979)
- Omul care ne trebuie (1979) - actor (nemenționat)
- Artista, dolarii și ardelenii (1980)
- Ultima noapte de dragoste (1980) - soldat român
- Drumul oaselor (1980)
- Am fost șaisprezece (1980)
- Burebista (1980)
- Lumina palidă a durerii (1980)
- Capcana mercenarilor (1981) - mercenar
- Șantaj (1981) - milițian
- Punga cu libelule (1981)
- Duelul (1981) - Stângă
- Convoiul (1981)
- Trandafirul galben (1982)
- Întîlnirea (1982) - Ifrim
- Pădurea nebună (1982)
- Cucerirea Angliei (1982)
- Întoarcerea din iad (1983)
- Pe malul stîng al Dunării albastre (1983)
- Fructe de pădure (1983)
- Secretul lui Bachus (1984)
- Lișca (1984)
- Emisia continuă (1984)
- Horea (1984)
- Sosesc păsările călătoare (1985) - pescar
- Racolarea (1985)
- Un oaspete la cină (1986)
- Sania albastră (1987)
- Pădurea de fagi (1987)
- Secretul lui Nemesis (1987)
- Egreta de fildeș (1988)
- Un studio în căutarea unei vedete (1989)
- Cei care plătesc cu viața (1989)
- Marea sfidare (1990)
- Harababura (1991)
- Balanța (1992)
- Divorț... din dragoste (1992)
- Telefonul (1992)
- E pericoloso sporgersi (1993)
- Crucea de piatră (1994)
- Punctul zero (1996) - conducătorul teroriștilor
- Prea târziu (1996)
- Dulcea saună a morții (2003)
- 15 (2005)
- Păcală se întoarce (2006)
- O secundă de viață (2009)
- Viața mea sexuală (2010)
- La bani, la cap, la oase (2010)

### Cascador
- Buzduganul cu trei peceți (1977)
- Mînia (1978)
- Între oglinzi paralele (1979)
- Ora zero (1979)
- Cucerirea Angliei (1982)
- Femeia în roșu (1997)

### Consilier de lupte
- Am fost șaisprezece (1980)
- Pădurea nebună (1982)
- Pădurea de fagi (1987)